# حمص القديمة
حمص القديمة وتعتبر الجزء القديم من مدينة حمص وتعد من أقدم مدن سوريا، وتقع داخل أسوار حمص وتحتوي على معالم اثرية كثيرة كما تشتهر بحجارتها السوداء وهي قريبة إلى حدّ كبير من مدينتي حلب القديمة ودمشق القديمة في طرازها المعماري القديم غير انها تتميز بحجارتها السوداء، وكانت تدعى قديما بإميسيا.

## معالم حمص القديمة
- كنيسة مار إليان و(يوجد فيها ضريح القديس مار إليان)
- كنيسة أم الزنار و(يوجد فيها زنار العذراء مريم)
- جامع خالد بن الوليد
- ضريح خالد بن الوليد
- قلعة حمص
- ضريح أبو فراس الحمداني
- أبواب حمص القديمة
- قصر الزهراوي
- ساحة الساعة القديمة
- سوق الحرير و غيره من الاسواق القديمة
- متحف حمص
- قصر الآغا
- سيباط القاضي
- سور حمص
- حمام الباشا و الحمام العثماني و حمام العصياتي و غيرهم من الحمامات القديمة
- جامع النوري
- وكذلك تحتوي على الكثير من البيوت العربية القديمة التي تعود أغلبها للعصر المملوكي ومبنية من الحجر الأسود

## أبواب المدينة القديمة
خلال العهد الروماني كان للمدينة أربع أبواب، هي باب الرستن وباب الشام وباب الجبل وباب صغير؛ فأعاد الخلفاء العباسيين بنائها وترميم الأبواب وأضافوا لها ثلاثة أبواب جدد فأصبح العدد سبعة أبواب، وظلت هذه الأبواب موضع اهتمام الدول والسلالات المتعاقبة على حمص، حتى هدمها العثمانيون خلال القرن التاسع عشر، وذلك تماشيًا مع توسع المدينة وازدياد قاطنيها، ولم يبق بعد القرارات العثمانية سوى باب التركمان والباب المسدود القائمان حتى اليوم، وتوجد خلف أبواب الحمص المدينة القديمة والتي تحوي على مساجد وكنائس تاريخية إضافة إلى معالم ترقى إلى العهد المملوكي.

## أحياء حمص القديمة
- بستان الديوان
- باب السباع
- باب تدمر
- باب الدريب
- باب هود
- الحميدية
- الورشة
- وادي السايح